# 원당도서관
원당도서관은 경기도 고양시 덕양구 소재의 시립 도서관이다.

## 연혁
- 2002년 1월 18일 개관

## 시설현황
- 3층: 열람실 1, 2
- 2층: 어린이자료실, 정보검색실, 사무실
- 1층: 종합자료실 1, 2, 수서정리실
- 지하 1층: 기계실
- 별도 건물 : 휴게실, 서고